# Léo Melo Simões
Léo de Melo Simões, ou apenas Léo Simões, (Santos Dumont, 30 de janeiro de 1929 – Rio de Janeiro, 25 de maio de 2011) foi um advogado e político brasileiro, outrora deputado federal pelos estados da Guanabara e Rio de Janeiro.

## Dados biográficos
Filho de Manuel da Costa Simões e Cecília de Melo Simões. Advogado formado pelo Centro Universitário Augusto Motta, tornou-se funcionário do Ministério de Viação e Obras Públicas em 1943 e quando seu irmão, Waldir Simões, assumiu a presidência do Instituto de Aposentadoria e Pensões dos Marítimos (IAPM) em 1956, foi nomeado assessor técnico e secretário-geral do presidente da respectiva autarquia. Suplente de deputado estadual pelo PSP da Guanabara em 1960, trabalhou nos anos seguintes como assessor sindical da Companhia Nacional de Navegação Costeira e oficial de gabinete de Expedito Machado, ministro de Viação e Obras Públicas na fase presidencialista do governo João Goulart.
Waldir Simões teve o mandato cassado em 1969 pelo Ato Institucional Número Cinco permanecendo sem os direitos políticos por dez anos, razão pela qual Léo Simões foi eleito deputado federal pelo MDB da Guanabara em 1970 e 1974, passando a compor a bancada do estado do Rio de Janeiro a partir do ano seguinte. Reeleito em 1978, ingressou no PDS em 1980 quando o pluripartidarismo foi restaurado. Renovou o mandato em 1982 e durante a legislatura ausentou-se na votação da Emenda Dante de Oliveira em 1984 embora tenha escolhido Tancredo Neves no Colégio Eleitoral em 1985. Nesse mesmo ano filiou-se ao PFL e encerrou a vida pública como auxiliar do governador Moreira Franco, que o nomeou secretário de Esportes e Lazer em 1987 e depois assessor especial do Palácio Guanabara. Mais tarde fundou e presidiu uma empresa de importação e exportação.